# Награди „Оскар“ (65-а церемония)
Шестдесет и петата церемония по връчване на филмовите награди „Оскар“ се провежда на 29 март 1993 година. На нея се връчват призове за най-добри постижения във филмовото изкуство за предходната 1992 година. Събитието се провежда в Дороти Чандлър Павилион, Лос Анджелис, Калифорния. Водещ на представлението, вече традиционно е актьорът Били Кристъл.
Големият победител на вечерта е драматичният носталгичен уестърн „Непростимо“, режисиран от Клинт Истууд, с номинации за отличието в 9 категории, печелейки 4 от тях.
Сред останалите основни заглавия са британската ретро-романтична драма „Имението Хауърдс Енд“ на Джеймс Айвъри, психологическият трилър „Играчка-плачка“ на Нийл Джордан, викторианската сага „Дракула“ на Франсис Форд Копола и романтичната драма „Усещане за жена“ на Мартин Брест.
На тази церемония Ал Пачино най-сетне печели своя „Оскар“, след осем номинации през годините в категориите за главна и поддържаща мъжка роля. На това представление той е номиниран и в двете категории.

## Филми с множество номинации и награди
| Долуизброените филми получават повече от 2 номинации в различните категории за настоящата церемония: - 9 номинации: Имението Хауърдс Енд, Непростимо - 6 номинации: Играчка-плачка - 5 номинации: Аладин - 4 номинации: Дракула, Доблестни мъже, Усещане за жена - 3 номинации: Чаплин, Очарователен април, Играчът, Тук тече река | Долуизброените филми получават повече от 1 награда „Оскар“ на настоящата церемония: - 4 статуетки: Непростимо - 3 статуетки: Дракула, Имението Хауърдс Енд - 2 статуетки: Аладин |

## Номинации и награди
Долната таблица показва номинациите за наградите в основните категории. Победителите са изписани на първо място с удебелен шрифт.
| Най-добър филм | Най-добър режисьор |
| --- | --- |
| - Непростимо - Доблестни мъже - Имението Хауърдс Енд - Усещане за жена - Играчка-плачка                                                                               | - Клинт Истууд – Непростимо - Робърт Олтмън – Играчът - Мартин Брест – Усещане за жена - Джеймс Айвъри – Имението Хауърдс Енд - Нийл Джордан – Играчка-плачка                    |
| Най-добра мъжка роля | Най-добра женска роля |
| - Ал Пачино – Усещане за жена - Робърт Дауни Джуниър – Чаплин - Клинт Истууд – Непростимо - Стивън Риа – Играчка-плачка - Дензъл Уошингтън – Малкълм Екс              | - Ема Томпсън – Имението Хауърдс Енд - Катрин Деньов – Индокитай - Мери Макдонъл – Passion Fish - Мишел Пфайфър – Любовно поле - Сюзън Сарандън – Lorenzo's Oil                  |
| Най-добра поддържаща мъжка роля | Най-добра поддържаща женска роля |
| - Джин Хекман – Непростимо - Джей Дейвидсън – Играчка-плачка - Джак Никълсън – Доблестни мъже - Ал Пачино – Гленгари Глен рос - Дейвид Пеймър – Господин събота вечер | - Мариса Томей – Братовчед ми Вини - Джуди Дейвис – Съпрузи и съпруги - Джоан Плоурайт – Очарователен април - Ванеса Редгрейв – Имението Хауърдс Енд - Миранда Ричардсън – Вреда |
| Най-добър оригинален сценарий | Най-добър адаптиран сценарий |
| - Играчка-плачка – Нийл Джордан - Съпрузи и съпруги – Уди Алън - Lorenzo's Oil – Джордж Милър и Ник Енрайт - Passion Fish – Джон Сейлс - Непростимо – Дейвид Пипълс   | - Имението Хауърдс Енд – Рут Правер Джхабвала - Очарователен април – Питър Барнс - Играчът – Майкъл Толкин - Река тече тук – Richard Friedenberg - Усещане за жена – Бо Голдман  |
| Най-добра кинематография (операторско майсторство) | Най-добър чуждоезичен филм |
| - Река тече тук – Филип Русо - Любовникът – Робърт Фрейзи - Хофа – Стивън Бурум - Имението Хауърдс Енд – Тони Пиърс-Робъртс - Непростимо – Джек Грийн                 | - Индокитай (Франция) - Данс (Белгия) - Място на света (Уругвай) – отстранен от финалното гласуване - Штонк (Германия) - Урга (Русия)                                            |

## Галерия
| Клинт Истууд „Оскар“ за режисура | Ал Пачино „Оскар“ за главна мъжка роля | Ема Томпсън „Оскар“ за главна женска роля | Джин Хекман „Оскар“ за поддържаща мъжка роля | Мариса Томей „Оскар“ за поддържаща женска роля |
| -------------------------------- | -------------------------------------- | ----------------------------------------- | -------------------------------------------- | ---------------------------------------------- |
|                                  |                                        |                                           |                                              |                                                |